# Buchschneidmühle
Buchschneidmühle ist ein Gemeindeteil des Marktes Marktrodach im Landkreis Kronach (Oberfranken, Bayern).

## Geographie
Der Einöde liegt am linken Ufer der Rodach. Ein Anliegerweg führt an der Zigeunerschneidmühle vorbei nach Zeyern (1,9 km südwestlich).

## Geschichte
Gegen Ende des 18. Jahrhunderts gehörte Buchschneidmühle zur Realgemeinde Zeyern. Das Hochgericht übte das bambergische Centamt Kronach aus. Das Kastenamt Kronach war Grundherr der Schneidmühle.
Mit dem Gemeindeedikt wurde Buchschneidmühle dem 1808 gebildeten Steuerdistrikt Zeyern und der 1818 gebildeten Ruralgemeinde Zeyern zugewiesen. Am 1. Mai 1978 wurde die Gemeinde Marktrodach gebildet, in die die ehemalige Gemeinde Zeyern eingegliedert wurde.

### Einwohnerentwicklung
| Jahr      | 001818 | 001861 | 001871 | 001885 | 001900 | 001925 | 001950 | 001961 | 001970 | 001987 |
| Einwohner |        | 7      | *      | *      | 3      | 5      | 4      | 4      | 2      | 0      |
| Häuser    | 2      |        |        | *      | 1      | 1      | 1      | 1      |        | 1      |
| Quelle    | [ 5 ]  | [ 7 ]  | [ 8 ]  | [ 9 ]  | [ 10 ] | [ 11 ] | [ 12 ] | [ 13 ] | [ 14 ] | [ 1 ]  |

## Religion
Der Ort ist römisch-katholisch geprägt und nach St. Leonhard (Zeyern) gepfarrt.